# Stilfs
Stilfs (italsky Stelvio) je obec v provincii Jižní Tyrolsko v severní Itálii. Nachází se v blízkosti severní rampy průsmyku Stelvio. Žije v ní přibližně 1 100 obyvatel. Obec Stilfs obsahuje frazioni (subdivize, hlavně vesnice a vesničky) Sulden (Solda), Trafoi a Gomagoi.

## Dějiny

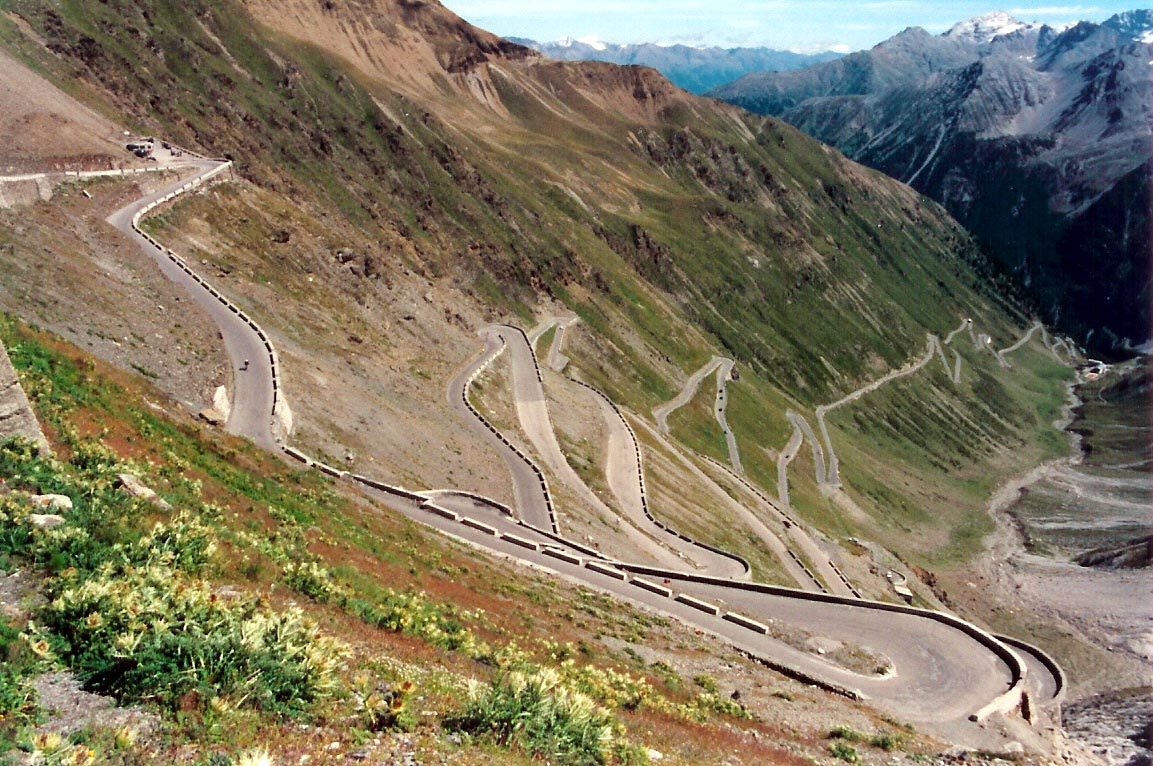
Část slavného průsmyku Stelvio

### Znak
Znak ukazuje disk na pozadí sobolí; uvnitř disku je šestilistá hvězda. Hvězda symbolizuje starověký noční zvyk v zimním období. Znak byl udělen v roce 1969.

## Společnost

### Jazykové rozdělení
Podle sčítání lidu v roce 2011, 98,46 % populace hovoří německy a 1.54 % italsky.

## Osobnosti
- Roland Thöni (narozený v roce 1950 v Trafoi) je bývalý alpský lyžařský závodník. Soutěžil v sjezdu na zimních olympijských hrách 1976, kde vyhrál Franz Klammer.